# When You Believe

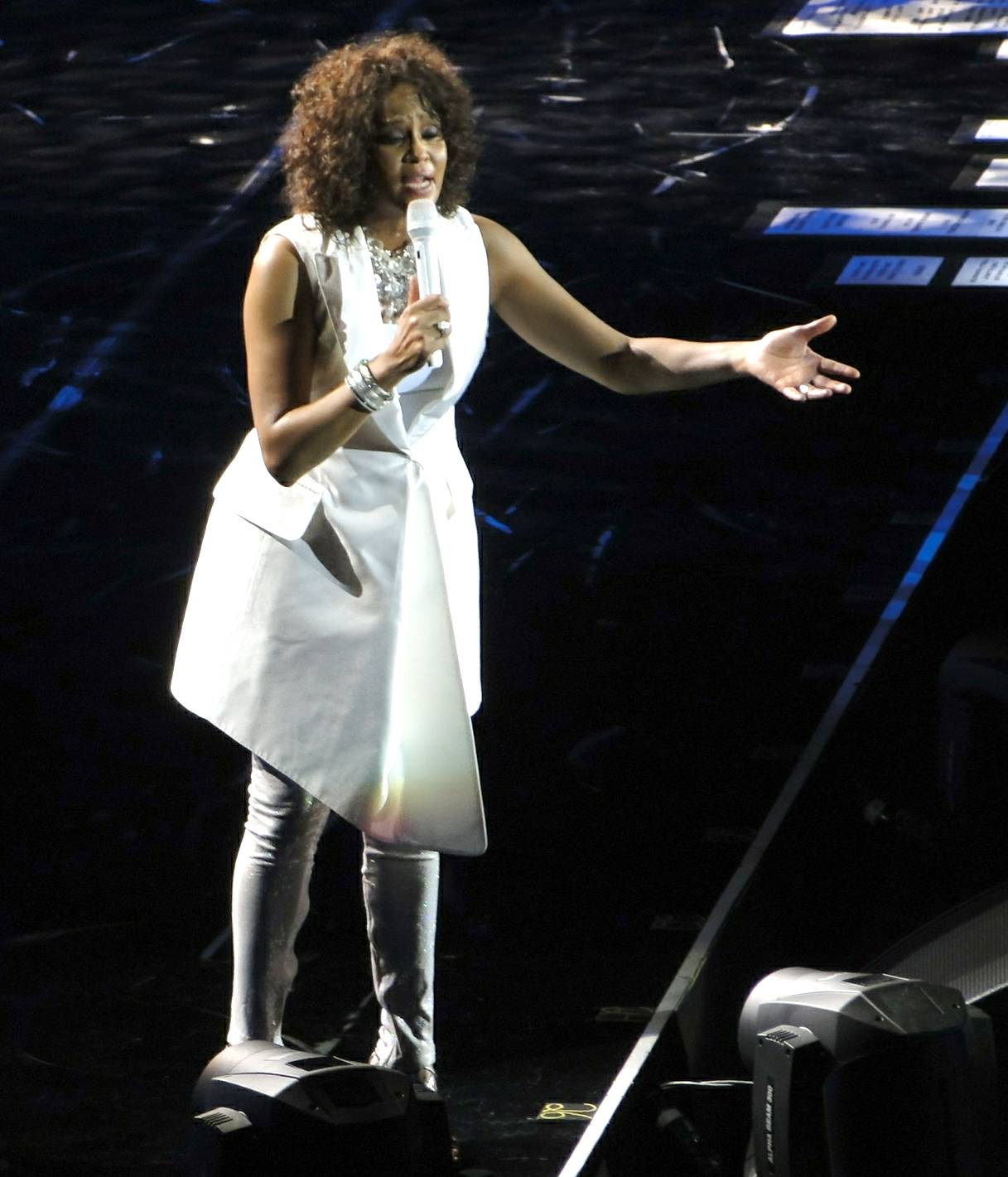
Уитни Хьюстон представляет When You Believe в Лондоне, 2010 год

When You Belíeve (с англ. — «Когда ты веришь») — американская песня, написанная в 1998 году Стивеном Шварцем, и спетая в дуэте Мэрайей Кэри и Уитни Хьюстон для мультипликационного фильма «Принц Египта» и его саундтрека.
2 ноября 1998 года она вышла отдельным синглом, а позже вошла в альбом саундтрека фильма и в личные альбомы певиц («#1» и «My Love Is Your Love» соответственно).
Песня получила смешанные отзывы от критиков современной музыки. Несмотря на большое внимание средств массовой информации, «When You Believe» получила умеренный успех в американских чартах. В частности, в хит-параде Hot 100 американского журнала Billboard композиция достигла лишь пятнадцатой строчки. Однако сингл получил огромную популярность по всей Европе и достиг своего пика, попав в пятерку лучших песен Бельгии, Франции, Италии, Нидерландов, Норвегии, Испании, Швеции, Швейцарии и Соединённого Королевства. Благодаря высоким продажам альбомов с данной песней в Европе и Северной Америке, «When You Believe» получила различные награды сертификаций. Так, в Австралии, Франции, Германии, Швейцарии и США песня получила золотой статус, а в Норвегии — платиновый. 26 ноября 1998 года на записи «Шоу Опры Уинфри», гостями которого были Кэри и Хьюстон, песня была впервые исполнена вживую. Позже певицы неоднократно исполняли хит на концертах как вместе, так и по отдельности.
21 марта 1999 года «When You Believe» получила награду за лучшую песню к фильму на 71-й церемонии вручения премии «Оскар».

## О песне
Это своего рода песня-послание. Это песня из «Принца Египта», мультфильма о Моисее. Это была одна из самых замечательных записей, которые я когда-либо делала с другими исполнителями. Эта песня — крутейшая вещь для меня. Несмотря на все драмы и переживания, которые порождает соперничество, с Уитни было реально здорово работать и мы отлично провели время в студии. Мы получили удовольствие. И, конечно, это был хороший опыт... и «дива-изм», конечно.

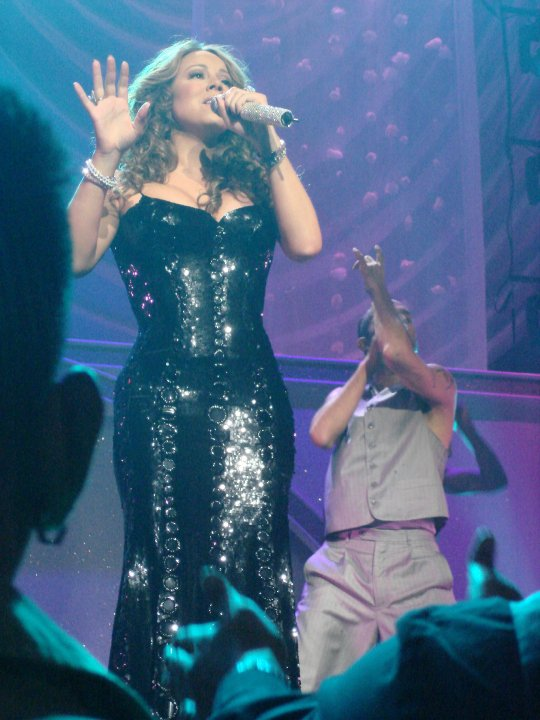
Мэрайя Кэри представляет песню в Лос-Анджелесе

В мультфильме «Принц Египта» песня исполняется двумя персонажами — Сепфорой, которую озвучивала Мишель Пфайффер, и Мириам (озвучка Сандры Буллок, вокал Салли Дворски). Они посылают Богу свои молитвы, но те остаются без ответа. Девушки удивляются, как может Бог не отвечать на их искренние просьбы. Но, в конце концов, они понимают, что чудеса обязательно происходят, если ты веришь в Бога. К тому же, основными героями мультфильма являются еврейский народ, чья заветная мечта сбылась — они вышли из Египта и стали свободны.
Для коммерческого издания сингла Хьюстон и Кэри перезаписали песню вместе с детским еврейским хором, чей вокал должен был сделать песню добрее и душевнее.
Кроме премии «Оскар» за лучшую песню к фильму, песня также имеет несколько премий и номинаций. When You Believe была номинирована на «Золотой глобус» в категории «Лучшая песня» и «Грэмми» в категории «Лучшее совместное вокальное поп-исполнение».
В 2007 году певец Леон Джексон выпустил кавер-версию песни.